# Symplecta triangula
Symplecta triangula är en tvåvingeart som först beskrevs av Alexander 1975.  Symplecta triangula ingår i släktet Symplecta och familjen småharkrankar.
Artens utbredningsområde är Nigeria. Inga underarter finns listade i Catalogue of Life.